# Програмата (списание)
„Програмата“ е седмично печатно издание (културен гайд), което се разпростанява безплатно в София, Варна, Бургас, Пловдив и Стара Загора. Издател е Програмата Медия Груп ООД. Справочникът съдържа филмовата и театрална програма, информация за експозиции, изложения, концерти, партита и събития с обществено значение, случващи се в гореизброените градове.

## История
От 14 септември 2001 г. „Програмата“ излиза всяка седмица в 25 000 тираж в компактен (А5) формат вече на 48-64 цветни страници.
От 18 юни 2004 г. „Програмата Варна & Бургас“ е отделно издание, което излиза всяка седмица в 20 000 тираж с разпространение в 300 точки по цялото българско Черноморие.
На 16 септември 2004 г. стартира и „Програмата Пловдив Инфо“ (дотогава – „Пловдив Инфо“), от 31 септември същата година – „Програмата Стара Загора“. В двата града се разпространява едно книжно тяло с две корици (едната за Пловдив, а другата – за Стара Загора).
На 9 юни 2008 г. стартира напълно обновеният сайт „Програмата Онлайн“.
На 16 октомври 2009 г. списанието обновява дизайна и съдържанието си с цел да се направи изданието визуално по-приветливо, а информацията в него – по-интересна за четене, като се запазва основната концепция.

## Тираж
Списанието Програмата се разпространява в общ тираж 65 000 за България, одитиран от Одит бюро по тиражите - България.